# Simulium cataractarum
Simulium cataractarum es una especie de insecto del género Simulium, familia Simuliidae, orden Diptera.
Fue descrita científicamente por Craig, 1987.